# ウルトラマンアーク
『ウルトラマンアーク』は、2024年7月6日から2025年1月18日までテレビ東京系列ほかにて放送されていた円谷プロダクション制作による特撮テレビドラマおよび劇中に登場する巨大変身ヒーローの名称。キャッチコピーは、「解き放て！想像の力！」「走れユウマ！輝け夢の架け橋」。

## ストーリー
舞台は2024年の地球。16年前に世界各地で怪獣が同時出現した「K-DAY」以降、怪獣災害が日常化し、地球防衛隊GDFが怪獣への対処をするようになっていた。
最初に出現した怪獣の1体である宇宙獣 モノゲロスによって両親を失った当時7歳の少年・飛世ユウマは怪獣生物学を学び、折れたモノゲロスの角・モノホーンが今も地面に突き立つ日本の地方都市・星元市で、怪獣防災科学調査所・SKIP星元市分所の調査員として配属される。
初出勤のその日、モノゲロスに酷似した宇宙獣 ディゲロスが星元市を襲撃する。混乱の中で16年前にモノゲロスを倒した光の巨人ルティオンと再会したユウマは、変身アイテムであるアークアライザーとアークキューブを授かり、子供のころに自分が想像で描いた「さいきょうのヒーロー」に酷似した巨人・ウルトラマンアークへと変身する。ウルトラマンアークは、ユウマが「想像力を解き放つ」ことによって新たな能力を解放し、より強くなっていく。

## 登場人物

### SKIP
飛世 ユウマ（）

- 企画段階では、派出所の警察官という設定の時期もあった。

ユピー

特別総集編では、SKIPの各分所に各地域に合わせてローカライズされた同型のAIロボットが1体ずつ配備されていると説明があり、特別総集編1ではSKIPフジヤマ市分所に配備されているチャッピー、特別総集編2ではミヤコ市分所に配備されているまいこッピー、特別総集編3ではサンボン島分所に配備されているマリンピーが登場した。
- SKIPの仕事の1つに現地調査があるが、人間の行けない場所もあるため、ロボットに任せているが、ロボットが調査に行ったきりになると事務所にいなくなってしまうため、分離合体できるようにして、頭部はドローンタイプになって調査に、ボディは事務所に残している。

石堂 シュウ（）

- 現在のSKIPになって、防衛隊との絡ませ方をどうする？となったときに、防衛隊から一人常駐させるということとなった。
- シュウを演じる金田は、実際にはコーヒーが飲むことができず、撮影ではコーヒーが実際に入っていることもあるが、大体はお茶であるという。

夏目 リン（）

伴 ヒロシ（）

## 本作品のウルトラマン

### ウルトラマンアーク
ユウマがアークアライザーにアークキューブを装填することで変身するウルトラマン。
目の下の黒いラインと空間の空いたトサカ周りの複雑な形状が特徴。胸より下は赤と銀のみの極めてシンプルなデザインで、腹筋などの明瞭なモールドも施されておらず、プロテクターのような付属パーツもない。戦闘中に首を右側に傾ける「アークトリッキーテクニック」の後に起死回生のアイデアが思い浮かぶと、首の傾きが戻り額のアークストーンが発光する。
戦闘時に発する声や片手を縦拳、片手を手刀として脇を絞る身構えなどが特徴。

#### 制作・演出
メイン監督の辻本貴則いわく、円谷プロダクションのサブスクサービス「TSUBURAYA IMAGINATION」の「イマジネーション」が「空想」であり、シリーズ初期の『ウルトラQ』『ウルトラマン』『ウルトラセブン』には「空想特撮シリーズ」という冠が付いており、「空想」は「想像の力」と表現することもでき、そこから「想像力を解き放て！」というキャッチコピーが浮かんだといい、子供の思い描いた姿がウルトラマンの形になる、という設定になったという。
ニュージェネのウルトラマンでは、声優が編集されたウルトラマンのアクションシーンを見ながら声を当てていたが、昔は撮り貯めていた声を繰り返し使っていたため、本作でもレトロ方式で行くこととなったが、感情表現が足りなくなる可能性も考慮し、多くのパターンを録音したという。

#### デザイン
企画の初期段階では「シンプル」「虹」というキーワードから、虹を纏ったヒーローのようなイメージで、色をあまり使わずに、全体的に銀にして、少し何色か差し色でも入っているぐらいのイメージで描いたが、虹の要素が最終的になくなり、そこから派生して「光の輪」のようなイメージが残り、それが「アーク（円弧）」という名前につながったという。青や他の色の案もあったが、赤となり、全体的に締まった印象にするために首周りに黒を入れている。
メイン監督の辻󠄀本にとってのウルトラマンは『帰ってきたウルトラマン』や『ウルトラマンA』など昭和二期や『ウルトラマン』や『ウルトラセブン』が原点であることから、とてもシンプルなデザインのイメージがあったといい、近年のニュージェネレーションは複雑な印象を受けていたため、前作『ウルトラマンブレーザー』が複雑という意味では極めて個性的な方向性に振りきっていたこともあり、本作では極力シンプルなデザインで進めることとなった。昔のウルトラマンと同様、人間の肉体に沿った身体のラインを大事にし、ニュージェネのウルトラマンに採用されていた肩や胸のプロテクターのようなデザインや意匠は意図的になくしている。全身のシルエットとしては、大きな胸筋で肩幅がある初代マンのCタイプのような雰囲気にしている。
顔の輪郭はウルトラマンのようだが、目のみはセブンに近いものとなっている。最近は初代マン系の顔が続いていてセブン系はなかったため、セブン系をベースにスタートし、アイスラッガーが付いているものもあったという。スリットがおでこの左右に1本ずつ、眉間にはブルーが菱形で差し色として入っており、発光部分は当初のコンセプトであった「虹色」からの発想で虹色に光るポイントがマスクの一部に欲しいというものの名残りとなっている。
『ブレーザー』では新規怪獣を増やしたいというメイン監督の田口清隆の意向から、タイプチェンジはしないという選択をしており、本作でも新規怪獣を出す方法の折衷案として、複数の形態はあるが、アーマーを交換するというスタイルとなった。アーマーは、最初から腕や足のパーツがバラバラにあって、それを装着していくようなものではなく、何らかの大きなパーツであるが、それが分離・変形してボディに装着するものとなった。当初は装甲を胸部にも付けたデザインで考えられていたが、新規でスーツを作る必要が出てくるといわれたため、アーマーを上半身に装着できるようなサイズ感に納めている。

#### 造形
セブンのように光源が目の後ろではなく、上にあり、光が上から下に差し込むことで、目の内側に入れたモールドが際立って、はっきり見えるようになる仕掛けで、目の縁部分に入れたモールドもしっかり出て、少し奥行きのある感じに見えるようになっている。造形部のアレンジで目の中心部にポツポツとした凹凸が付与されている。
目の下にある少し太い黒いラインは、デザイン画には存在しておらず、光を目の上部分から当てると、光がマスクの内側に反射して、スーツアクターの目に入ってまぶしいことから、黒いラインを目の下にあえて入れることとなった。
撮影用スーツはアーマーのパーツをアークのスーツにそのまま装着して撮影している。『ブレーザー』のファードランアーマーはカラータイマーがアーマーの下に見えるようにデザインしてあったが、ベースとなるスーツにアーマーを後付けで着せているため、激しい動きでカラータイマーとアーマーの位置がズレてしまう。それを解消するため本作では意図的にアーマーでカラータイマーを覆うデザインにしている。

#### ルティオン
はるか彼方の銀河系からやって来た光の使者。その名や正体は劇中で2度目の対話となる第14話までは一切不明だった。ユウマに対して「私は君であり、君は私だ」「君の想いが私の力となる」と語る。なお、ルティオンの名を知って以降もユウマからは「アーク」と呼ばれている。
本来の姿は光る巨人であり、高度な科学文明を誇る星々がひしめく銀河の勇者で、ゼ・ズーゲートを用いて自分たちの銀河を救うために恒星ソニアの過剰エネルギーをこの地球がある銀河方面に放出して他の天体の種族を犠牲にする計画を強行しようとしたゼ・ズーを止めようとした他の指導者たちにより、ゼ・ズーゲートの出口を塞ぐ使命を与えられ地球へ派遣されてきた。出口の封印には成功したが、ゼ・ズーが送り込んだ宇宙獣モノゲロスとの戦いが起こり、封印されたゼ・ズーゲートは地球へと落下する（地球における「K-DAY」の真相）。そしてルティオンもモノゲロスと共に星元市の山中に落下する。その場に居合わせたユウマとその両親をモノゲロスの攻撃から身を挺して庇い、伸ばした右腕から発する光線でモノゲロスを撃破する。結果として生き残れたのはユウマのみであり、物証や他の目撃者がいなかったため、モノゲロスは酸素濃度の急激な変化で自滅したとされ、巨人についてはユウマが見た夢として処理された。
実際には、生命の危機にあったユウマを救うためにとっさに彼の肉体に融合。ユウマの成長を見守りつつ、モノゲロスとの戦いでの消耗を癒していた。その際に、幼少時のユウマがスケッチブックに描いた「さいきょうのヒーロー」の姿へと変わっている。
16年後、宇宙獣ディゲロスが出現した際に、水たまりに映る等身大の姿としてユウマの前に再び現れる。水たまりの中の鏡面世界に引き込まれたユウマにアークアライザーとアークキューブを授ける。ユウマが初めて変身した後は、鏡などの中からユウマに事件解決のヒントを示したり、変身を促したりする。ルティオンとユウマが直接対話することは「互いの力を激しく消耗する」とのことで、ほとんど行われない。

#### 形態
エネルギーが消耗し、赤くカラータイマーが点滅すると、使用可能となるアーマー。
ソリスアーマー
第4話から登場。

ルーナアーマー
第7話から登場。

ギャラクシーアーマー
第15話から登場。ルティオン自身の想像力からギャラクシーアーマーキューブが生み出され、アーマー装着後にユウマのスケッチブックの白紙ページに絵が現れる描写がある。胸部に強大なエネルギーを秘めたシンボル・ギャラクシーアークコアを持つギャラクシーオブジェクトの鎧を装着した超能力攻撃特化形態。アーマーから分離し、周囲を回転しながら浮遊する4つのアークフェザーを攻防に用い、時空の門・アークフェザーサークルを利用しての空間転移で敵を翻弄する。

サトゥルアーマー
『ウルトラヒーローズEXPO 2024 サマーフェスティバル』で上演された「ウルサマライブステージ」に登場。アークの胸と左腕に装着される土星をイメージしたアーマー。防御に優れた凍結特化型のアーマーで、凍結光線で敵怪獣を凍り付かせて動きを止めたり、周囲を防御する。ブリザードを発して大規模火災を消火することも可能。

#### アイテム・武器
アークアライザー
ユウマの体内に存在する変身アイテム。ユウマが握ったアークキューブの側面のボタンを押しながら胸の前で腕を交差し、想像力を解き放ちながら腕を開くと胸の中から飛び出すようにして出現する。アークキューブを装填して外枠を2度回して外周の模様を揃えることでアークに変身する。
変身後にアーマーを装着する際にもアークアライザーにアーマーキューブを装填して使用するが、インナースペース内でユウマが操作するのではなく、ウルトラマンアークの目の前にアークアライザーが出現してキューブが自動的にセットされ、アークが2回手をかざすことで発動する描写となっている。
- 変身アイテムを1話で使う際、ウルトラマンが教えてくれたり、「どうやって使うんだ？」などのシーンをやらずにすっ飛ばすという展開に説得力を持たせるために、子供が考えた変身アイテムで、ウルトラマンという存在がそれを拾って、「自分が考えたものだから使い方分かるよね？」という展開となった。
- 『ブレーザー』の変身アイテムであるブレーザーブレスはバーサライタを使って目で見て楽しむような商品であったが、今回は「手遊び」をキーワードの1つにして、ガシャガシャとアイテムを触って変形させていくようなイメージとなっている。「鍵」とルービックキューブのような「立体パズル」を組み合わせ、立体パズル型のアイテムの絵柄を揃えた後、鍵をアイテムの中心部に挿して回して変身するというイメージであったという。だが、鍵がアイテムであると複雑なアクションになるため、発光するキューブ型のアイテムとなった。

アークキューブ

- アイテムを個別認識させるための突起を仕込む面、電池を入れる面、音声ボタンが必要となり、玩具の構造的に3面は使うこととなり、カラータイマーのようなビジュアルになる画面と、ウルトラマンの絵柄が入ったビジュアル面、通し番号がある1面の6面となっている。絵柄は「走っているウルトラマン」となっている。

ソリスアーマーキューブ

ルーナアーマーキューブ

ギャラクシーアーマーキューブ
体内にオニキスを取り込んだアークがオニキスの超エネルギーを基に生成したアークキューブ。
ブレーザーキューブ
ウルトラマンブレーザーから授かったスパイラルバレードの光から生成したアークキューブ。
ミラクルアークキューブ

アークアイソード
手を眼前に翳すことで出現する剣型の武器。刀身と持ち手の間がアークの両目部分を象った形状をしており、額部分のアイソードコアにアークキューブをセットすることでキューブの種類に応じた必殺技を発動可能。
- 『ウルトラセブン』のモロボシ・ダンが目にウルトラアイを当てて変身するように、剣を出現させ、必殺技も剣の出現と同様に、目の前にメガネ部分を当てるポーズをとることとなった。そうすることで額のクリスタル部分と剣にセットしたアークキューブが重なり、アークキューブから光線が出るということとなった。
- 変身アイテムと合体する物理的なギミックを想定していたが、機構的に難しかったことから、アークキューブを入れるサングラス型のソードとなった。

アークギャラクサー
ギャラクシーアーマーの周囲を浮遊する4つのアークフェザーが合体した専用アイテム。キューブを最大3個セットすることができ、キューブの数と種類に応じた技を使用可能。

#### 技
- 編集の都合で映像では見せられなかったが、アークやアイテムの絵以外にも主人公が子どものころに技を描いた絵があり、技すら子どもが考えたことにすることで矛盾をなくしている[7]。

共通
アークファイナライズ
十字を組んで光線を放つ必殺技。
アークソードフィニッシュ

アークソードビーム
額部のアークストーンからアークキューブを出現させて、アークアイソードのアイソードコアにセットすることで放つ必殺技。アークアイソードを両目と額の前に重なり合わせることで、セットしたキューブから破壊光線を発射する。
アークエクサスラッシュ
右手から光輪を放つ技。
アークテラショット
手先からショット光線を放つ技。
アークギガバリヤー
手から防御技を放つ。
アークエクサスリュー

アークソードキャッチャー
さすまた状にアークアイソードを変形させる技。
アークスパイラルバレード
アークアイソードのアイソードコアにブレーザーキューブをセットすることで放つ必殺技。

ソリスアーマー
ソリスアームガード

ソリスコアディフェンス

ソリスハンマーナックル

ソリスナックルインパクト
炎を纏ってパンチを放つ。
ソリスソードエクスプロージョン
アークアイソードのアイソードコアにソリスアーマーキューブをセットすることで発動する必殺技。太陽のような熱球に覆われたアークがソードで直接切りつけることで、振り上げた剣に合わせて熱球が膨張して振り下ろした剣とともに熱球を破裂させるように爆発させる。アーマー装着前でも使用可能。
ソリスガードフレンドリーファイア

ルーナアーマー
ルーナトルネードソーサー
ルーナソーサーを投擲して猛烈な竜巻を発生させる。
ルーナソードクレセント
アークアイソードのアイソードコアにルーナアーマーキューブをセットすることで発動する必殺技。刀身を振ることで頭上に青い三日月形の光線を形成し、それを振り下ろすことで敵を一刀両断する斬撃光線。アーマー装着前でも使用可能。
ルーナアップデートソーサー
インターネット・カネゴンに対するカウンターデータを閉じ込めたルーナソーサーを投擲する。

ギャラクシーアーマー
ギャラクサーファイナライズ
ギャラクシーアーマーキューブ・ソリスアーマーキューブ・ルーナアーマーキューブを装填したアークギャラクサーを手に十字を組んで発射する必殺光線。
ギャラクサースライサー
アークギャラクサーで斬撃を繰り出す技。
ギャラクサーディフュージョンアロー
ルーナアーマーキューブ・ソリスアーマーキューブ・ギャラクシーアーマーキューブを装填したアークギャラクサーを光の弓に変えて発射する無数の光の矢。
斬鬼流星剣
ザンギルから極意を伝授された技。幽体怪獣に斬撃を加えることが可能な特殊な剣技で、アークギャラクサーで放った。
ギャラクサースクリューフェザー
ソリスアーマーキューブ・ギャラクシーアーマーキューブ・ルーナアーマーキューブを装填したアークギャラクサーを4枚のアークフェザーへと分離、アークフェザーを4枚のスクリューのように高速で回転させて燃え盛る巨大な光輪を放つ。
ギャラクサーショット
三日月型の光線を連射する技。
フェザーサークルアブゾーブ
アークフェザーサークルで敵の攻撃を吸収する防御技。

サトゥルーアーマー
サトゥルーフリージング
左腕のアーマーから地面を介して冷気を発して氷柱を作り出し、対象を凍り付かせる技。

### ビオルノ
第23・24話に登場。アーク（ルティオン）の同胞。

### 他作品からの登場
ウルトラマンブレーザー

## SKIP

### 装備
戦闘部隊ではないことから武器は有していない。
キャップ
防災ヘルメット並みの衝撃吸収能力を有する。

パーカージャケット
特殊繊維製で、防弾・防毒、耐熱・防寒性能を備えている。

ソニッター
対怪獣用の小型装備である超音波威嚇装置で、超音波や閃光を放つ。

小型ネットランチャー
捕獲用の装備。

怪獣探知機

## 地球防衛隊GDF
宇宙怪獣や異星人に対抗するために地球規模で結成された超国家規模の自衛組織で、支部が各国に存在する。「Global Defence Force」の略。SKIPとは別個に怪獣の撃退・駆除を行い、戦闘機・防衛隊MRFや戦闘車両・防衛隊MBTが配備されており、怪獣出現の際には緊急出動して対処にあたっている。

## 登場怪獣・宇宙人

### 本作品からの新怪獣・宇宙人
宇宙寄生生物 ウーズ
第1話に登場。

鎧甲殻獣 シャゴン
第1・6話に登場。
本来は5メートルほどの大きさで、地上に時折出現しては家畜や人間を襲っていたが、大量の炭酸カルシウムを摂取したことで50メートル級に急成長し、星元市の工業地帯に出現した。

古代怪獣 リオド
第2話に登場。

宇宙獣 ディゲロス
第1・3話に登場。

宇宙獣 モノゲロス
第3・14話に登場。

電鼠怪獣 ネズドロン
第4話に登場。

巨鯨水獣 リヴィジラ
第5話に登場。

茸狩宇宙人 クロコ星人
第6・11・12話に登場。
旅館の人々を守るため、シャゴンに宇宙船で突っ込むも、生還を果たす。それ以降はユウマたちと再会し、協力者となる。

灼熱怪獣 ホムガー
第7話に登場。
星元市を異常な猛暑に陥れるも、ルーナアーマーによって最小限の被害に抑えられ、精霊の杏樹とともに生まれた子は地底へと還っていった。

機械巨像 ギヴァス
第11・12・21話に登場。
惑星メグマの生命体が聖なる月・ムジャーリを失ったことで、第2のムジャーリを求めて旅するために造った意思を持つマシンであり、マスターが搭乗するコックピットが首の部分にある。ユウマをギヴァス=友と認め、戦いをやめて宇宙へと再び旅立つ。

宇宙獣 ザディーメ
第14・15話に登場。

暗黒宇宙戦士 スイード
第14・15・24・25話に登場。

冥府闇将軍獣 ヘルナラク
第16 - 19話に登場。

宇宙生命体 スペッキオ
第20話に登場。

楽園夢想人 白い仮面の男
第22話に登場。

楽園夢想遺構 柱
第22話に登場。

宇宙獣 トリゲロス
第23話に登場。

夢幻獣 ギルバグ
第24・25話に登場。

暗黒宇宙卿 ゼ・ズー
第24・25話に登場。

## 用語・設定
K-DAY (Kaiju-DAY)

ゼ・ズーゲート

## キャスト

### レギュラー・準レギュラー
- 飛世ユウマ - 戸塚有輝[1][2][6]
- 石堂シュウ - 金田昇[47][6]
- 夏目リン - 水谷果穂[48][6]
- 伴ヒロシ - 西興一朗[49][6]

### 声の出演
- ウルトラマンアーク - 萩原聖人[50][6]
- ユピー - 広瀬裕也[5][6]
- チャッピー - 松尾拓 (特別総集編1)
- インターネット・カネゴン - 折笠富美子 (8)
- フィオ - 佐倉綾音 (10)
- 翻訳音声 - 星祐樹 (11・12)
- マスター - 真木駿一 (12)
- まいこッピー - 藤本沙紀 (特別総集編2)
- ザンギル - 唐橋充 (16・17)
- 白い仮面の男 - 津嘉山正種 (22)
- ビオルノ - 小林親弘 (23・24)
- マリンピー - よなはら伊織 (特別総集編3)
- ナレーション - 板倉光隆 (直前スペシャル・特別総集編1・2・3)

### ゲスト
- 乾あかり - 田中日奈子 (1・3・5・7・11・20・25)
- VTRの市民A - 金森規郎 (1)
- VTRの市民B - 窪倉陸 (1)
- VTRの市民C - 長谷川夏海 (1)
- 商店街の市民 - 小財真樹 (1)
- 工場従業員 - 真矢登 (1)
- 大田原ヒトシ - 久保田武人 (2)
- 大田原ハヤト - 楠楓馬 (2)
- 杉山 - 田上ひろし (2)
- 飛世テツヤ - 萩原聖人 (3・13 - 15・23・25)[注釈 1]
- 飛世タカコ - 牧佳子 (3・7・13・14・23・25)[注釈 1]
- 少年時代のユウマ - 立花利仁 (3・7・13・14・15・23・25)[注釈 2]
- 読み聞かせ教室スタッフ - 原田もも子、内山琴琳 (3)
- 年配男性 - 鈴木芳人 (3)
- 警官 - 中山智史 (3)
- 通行人 - 安井君枝 (3)
- 読み聞かせ教室の子 - 長谷川楓 (3)
- 読み聞かせ教室の子たち - 石川美澄、港琴梨、橋本杏葉、阿部煌大、長谷川葵 (3)
- 飛世マスミ - 根岸季衣 (3・15)[注釈 3]
- 和子 - しのへけい子 (4)
- 長谷川 - 髙橋麻琴 (4・13)[注釈 4]
- カワミ重工職員 - 井手上桜子 (4)
- 青果店店主 - 浅野博信 (4)
- 理髪店店主 - 新井啓介 (4)
- 鮮魚店店主 - 鈴木秀明 (4)
- 蕎麦店店主 - 倉本義信 (4)
- ベーカリー店主 - 八木佳代子 (4)
- 家電店店主 - 鎌和廣 (4)
- 家電店従業員 - 野尻孝寛 (4)
- 取材を受ける女性 - 平井寛子 (5)
- 取材を受ける男性 - 美和優輝 (5)
- 牧野信也 - 三浦浩一 (5・13)[注釈 4]
- ヌマタ - アキラ100% (6・12・13)[注釈 4]
- アヤカ - 楊原京子 (6)
- ヤマナミ - 松本海希 (6)
- 中村イチロウ - 今村裕次郎 (特別総集編1・2)
- 杏樹 - 増井湖々 (7)
- 市民 - 中津川恵那 (7)
- 銅金カナオ - 小川涼 (8)
- スポーツ用品店店主 - 津村憲央 (8)
- クリーニング店店主 - 立岡稔生 (8)
- インテリアショップ店主 - 竹中美月 (8)
- スポーツ用品店の客 - 岸川純平 (8)
- クリーニング店の客 - 関友愛 (8)
- インテリアショップの客 - 栗林広輔 (8)
- カネゴンファンの男 - 大峰壮司 (8)
- カネゴンファンの女 - 池田侑以 (8)
- 絶望する市民 - 田中知世 (8)
- 山神サトル - 池田努 (9)
- 防衛隊員 - 忍足洸武 (9)、南雲聖広 (11・12)、中村准之 (18)、池田朋弘 (21)
- 分析班員 - 福田博之 (9)
- 女子高生1 - 山本藍 (9)
- 女子高生2 - 古川あかり (9)
- 山神の娘（写真） - 内田陽奈子 (9)
- 木崎カズオ - 佐久間悠 (10・13)[注釈 4]
- ユミ - 浅田芭路 (11・12)[注釈 5]
- ダイちゃん - 吉田海怜 (11・12)[注釈 5]
- インターホンの住人 - 岡田英二 (11)
- 婦人 - 緒久裕子 (11)
- 公園の男の子 - 長谷川愛大 (11)
- スイード - 佐藤江梨子 (14・15・23・24・25)[51][注釈 6]
- 丹生谷班長 - しおつかこうへい (14)
- 医師 - 植木亨 (15)
- 看護師 - 宮﨑莉奈 (15)
- 男性 - 桜居ジョーイ (16)
- 宇宙科学局員 - 三宅大輝 (18)
- 伴ツグミ - 三浦理奈 (20)
- カメラマン - 三浦芳之 (20)
- 音声スタッフ - 平木新大 (20)
- 芝アオイ - 辻凪子 (21)
- 砂城社長 - チャンス大城 (21)
- デザイナー - 和賀井健人 (21)
- 逃げ遅れた女の子 - 知念結奈 (21)
- 雑貨店店主 - 鈴木奈津子 (22)

### スーツアクター
- ウルトラマンアーク[6] - 岩田栄慶
- ユピー[6]、チャッピー (特別総集編1)、まいこッピー (特別総集編2)、マリンピー (特別総集編3) - 矢崎大貴
- アースガロン (18・19) - 大村将弘
- クロコ星人 (6)、ギヴァス (11・12・21・24)、ザンギル (16・17)、ウルトラマンブレーザー (19)、白い仮面の男 (22)、スイード（星人態） (25) - 岡部暁
- シャゴン (1・6)[6]、リオド (2)[6]、ネズドロン (4)[6]、インターネット・カネゴン (8)、ネロンガ (9)、ノイズラー (10)、オカグビラ (11・12)、モグージョン (16)、ゲードス (17)、バザンガ (18・19)、ゴメス (20)、ザンドリアス (21)、ギルバグ (24・25) - 新井宏幸
- ディゲロス (1・3・24)、モノゲロス (14)、ヘルナラク (16 - 19)、トリゲロス (23) - 桑原義樹
- レッドキング（二代目） (1)、リヴィジラ (5)、ホムガー (7)、パゴス (9)、ザディーメ (14・15・24)、タガヌラー (17・18)、キングオブモンス (21) - 高橋舜
- タッコング (15)、リヴィジラ (24) - 生田晃基
- エレキング (15)、リオド (24) - 平田一貫

## スタッフ
メイン監督は初めて務める辻󠄀本貴則、シリーズ構成は同じく初担当の継田淳が担当する。
- 監修 - 塚越隆行[6]
- 製作統括 - 永竹正幸[6]
- 製作 - 隠田雅浩[6]
- 企画 - 黒澤桂、大矢陽久、田中快、佐々木新、黒田学
- チーフプロデューサー - 北浦嗣巳[6]
- プロデューサー - 岡本有将・大石淳子（テレビ東京）、田中渉
- 音楽 - 林ゆうき[6]
- 音楽制作 - ランティス
- 音楽プロデューサー - 手塚祐貴
- 音楽協力 - テレビ東京ミュージック
- IP推進 - 麻生智義
- 番組宣伝 - 徳田良平
- プランニングマネージャー - 飯田将太（テレビ東京）
- 企画協力 - 關俊太朗
- シリーズ構成・メイン脚本 - 継田淳[1][2][6]
- 脚本 - 継田淳、足木淳一郎、根元歳三、勝冶京子、吉上亮、本田雅也、中野貴雄、三浦有為子[3][52][6]
- 特技監督 - 内田直之 (9・10・20・21)
- 監督 - 辻󠄀本貴則[1][2]、武居正能、越知靖、湯浅弘章、鈴木農史、秋武裕介[3][52][6]
- 撮影 - 村川聡
- 照明 - 小笠原篤志
- 美術 - 稲付正人
- 録音 - 星一郎
- 操演 - 根岸泉
- スクリプター - 國米美子、森みどり
- 編集 - 矢船陽介、柏倉幹、稲葉五大
- キャスティング - 島田和正
- 助監督 - 宮崎龍太
- 制作担当 - 星孝行
- 特撮助監督 - 内田直之
- アクションコーディネート - 寺井大介
- 視覚効果 - 渡邉亮太
- VFXコーディネーター - 豊直康
- 背景 - 島倉二千六
- 装飾 - 大藤邦康・高畠一朗
- 持ち道具 - IZU
- 衣装 - 小木田浩次・山谷志穂
- ヘアー・メイク - 梶清恵
- 画コンテ - なかの★陽、酒井豊、林谷和樹、川石テツヤ
- 画コンテ・リヴィジラデザイン (5) - 河本けもん
- スーツアクターサポート - 大野まゆみ
- 設定監修 - 渋谷浩康
- キャラクターメンテナンス - 宮川秀男、花谷充泰
- メインタイトルロゴデザイン - 竹内純
- 劇中ロゴ・サブタイトルデザイン - 井野元大輔
- ユピー・ギヴァスデザイン - 武藤聖馬
- シャゴンデザイン (1) - 坂本トシミ
- ディゲロスデザイン (1・3)、モノゲロスデザイン (3)、トリゲロスデザイン (23)、ギルバグデザイン (24・25)、スイード（星人態）デザイン (25) - 百武朋
- リオドデザイン (2)、クロコ星人デザイン (6) - 辻󠄀本貴則
- ネズドロンデザイン (4) - 脇貴彦
- ホムガーデザイン (7) - 津島直人
- USブラザーズ表情デザイン (8) - 坂本トシミ
- ザディーメデザイン (14・15)、ヘルナラクデザイン (16) - 水上桜
- 銀河解説イラスト (14) - 梨愛
- 斬鬼流星剣筆字 - TAKERU（voyager） (17)
- 仮面・柱デザイン (22) - 越知靖
- ユウマのクレヨン画執筆 - 宮崎陽真
- 科学考証 - 芝原暁彦
- 古文書監修 (2) - 中村正明
- 撮影用ガイド音声 - 長谷川育美 (10)
- クライミング指導 - 寿村尚良余 (12)
- 監督助手 - 鈴木農史、笹原匠、上窪貴一、杉本啓輔
- 撮影助手 - 末吉真、安藤昇児、菅原滉太朗、小泉利巧
- 照明助手 - 斎藤順、泉谷しげる、橋口祐介、鳴海侃太、古川凱、吾妻天湖、井上遼汰
- 照明応援 - 中井新、朝井功、照屋貴史、北村絵里衣、今村志帆乃、横田大吾、玉川直人、三代魅若、池上三四郎、二枝史子、山﨑(崎)豊、葉山昌堤
- 録音助手 - 大前亮、猪服滉樹、白森一
- 装飾助手 - 二橋京也
- 美術助手 - 高橋一、梶政幸、那須野洋平、植原月美、岩城南海子、宮田達成
- 操演助手 - 上田健一、秀平良忠、佐藤康平
- ヘアー・メイクアシスタント - 三田地菫、太田真莉萌、淺野李英、木村菜々子
- 音響効果 - 古谷友二
- アシスタントプロデューサー - 藤澤まどか、角田勇樹
- ウルトラマンアーク製作委員会
- 製作 - 円谷プロダクション、テレビ東京、電通

「特別総集編1」スタッフ
- 音楽 - 林ゆうき、Shinichiro Ozawa
- 構成・音響効果 - 足木淳一郎
- 演出 - 秦敏樹
- 制作プロデューサー - 石井卓爾
- アシスタントプロデューサー - 宍倉龍太
- 撮影 - 末松祐紀
- 照明 - 目黒裕太郎
- 録音 - 黒沢秋
- 撮影助手 - 渡部洋平
- 照明助手 - 板垣陽佳
- 録音助手 - 最上友里絵
- 演出補 - 竹本竜都
- 演出助手 - 笹原花音、阪口菜月
- 制作進行 - 大森千史
- 編集 - 高山正幸
- MA - 野川"ZILL"靖友

## 音楽

### 主題歌
「arc jump'n to the sky」
accessによる主題歌。作詞は貴水博之、作曲・編曲は浅倉大介。第14話以降の歌詞が2番に変更。直前スペシャルでは挿入歌、最終話ではED曲として使用された。オープニング映像には本編のダイジェストがインサートされる。

### エンディングテーマ
「メラメラ」
ARCANA PROJECTによる前期エンディングテーマ。作詞・作曲・編曲は佐伯youthK。第1話から第13話まで使用。

「ミチカケ」
ARCANA PROJECTによる後期エンディングテーマ。作詞・作曲・編曲は佐伯youthK。第14話から第24話まで使用。

## 放送日程
| 話数   | サブタイトル             | 登場する怪獣                                                                          | 脚本       | 監督     | 初放送日        |
| ------ | ------------------------ | ------------------------------------------------------------------------------------- | ---------- | -------- | --------------- |
| 第1話  | 未来へ駆ける円弧         | ウーズ シャゴン ディゲロス レッドキング（二代目） ゴモラ                              | 継田淳     | 辻󠄀本貴則 | 2024年 07月06日 |
| 第2話  | 伝説は森の中に           | リオド                                                                                | 継田淳     | 辻󠄀本貴則 | 07月13日        |
| 第3話  | 想像力を解き放て！       | ディゲロス モノゲロス                                                                 | 継田淳     | 辻󠄀本貴則 | 07月20日        |
| 第4話  | ただいま怪獣追跡チュウ   | ネズドロン                                                                            | 足木淳一郎 | 武居正能 | 07月27日        |
| 第5話  | 峠の海                   | リヴィジラ                                                                            | 根元歳三   | 武居正能 | 08月03日        |
| 第6話  | あけぼの荘へようこそ     | クロコ星人 シャゴン                                                                   | 継田淳     | 武居正能 | 08月10日        |
| 第7話  | 満月の応え               | ホムガー                                                                              | 勝冶京子   | 越知靖   | 08月24日        |
| 第8話  | インターネット・カネゴン | インターネット・カネゴン                                                              | 吉上亮     | 越知靖   | 08月31日        |
| 第9話  | さよなら、リン           | ネロンガ パゴス                                                                       | 根元歳三   | 湯浅弘章 | 09月07日        |
| 第10話 | 遠くの君へ               | ノイズラー フィオ                                                                     | 足木淳一郎 | 内田直之 | 09月14日        |
| 第11話 | メッセージ               | ギヴァス オカグビラ クロコ星人                                                        | 本田雅也   | 武居正能 | 09月21日        |
| 第12話 | お前はギヴァス           | ギヴァス オカグビラ クロコ星人                                                        | 本田雅也   | 武居正能 | 09月28日        |
| 第13話 | シュウのレポート         | 第1 - 12話の登場怪獣                                                                  | 足木淳一郎 | 鈴木農史 | 10月05日        |
| 第14話 | 過去の瞬き               | ザディーメ モノゲロス                                                                 | 継田淳     | 辻本貴則 | 10月12日        |
| 第15話 | さまよえる未来           | ザディーメ タッコング エレキング チャンドラー ベムスター                              | 継田淳     | 辻本貴則 | 10月19日        |
| 第16話 | 恐れの光                 | ザンギル モグージョン ヘルナラク                                                      | 根元歳三   | 越知靖   | 11月02日        |
| 第17話 | 斬鬼流星剣               | ザンギル タガヌラー ゲードス ヘルナラク                                               | 中野貴雄   | 越知靖   | 11月09日        |
| 第18話 | アーク協力要請           | アースガロン タガヌラー バザンガ ヘルナラク                                           | 足木淳一郎 | 武居正能 | 11月16日        |
| 第19話 | 超える思い               | アースガロン バザンガ ヘルナラク                                                      | 根元歳三   | 武居正能 | 11月23日        |
| 第20話 | 受け継がれるもの         | ゴメス (SP) スペッキオ                                                                | 三浦有為子 | 秋武裕介 | 11月30日        |
| 第21話 | 夢咲き鳥                 | ギヴァス ベビーザンドリアス（ドリちゃん） ザンドリアス（ドリちゃん） キングオブモンス | 中野貴雄   | 秋武裕介 | 12月07日        |
| 第22話 | 白い仮面の男             | 白い仮面の男 柱                                                                       | 本田雅也   | 越知靖   | 12月14日        |
| 第23話 | 厄災三たび               | トリゲロス                                                                            | 足木淳一郎 | 越知靖   | 12月21日        |
| 第24話 | 舞い降りる夢幻           | ギルバグ ゼ・ズー                                                                     | 継田淳     | 辻󠄀本貴則 | 2025年 01月11日 |
| 第25話 | 走れ、ユウマ！           | ギルバグ ゼ・ズー スイード（星人態）                                                  | 継田淳     | 辻󠄀本貴則 | 01月18日        |

| 話数        | サブタイトル               | 登場する怪獣                 | 構成       | 演出   | 初放送日        |
| ----------- | -------------------------- | ---------------------------- | ---------- | ------ | --------------- |
| 特別総集編1 | SKIPフジヤマ市分所にて     | 第1話 - 第6話に登場する怪獣  | 足木淳一郎 | 秦敏樹 | 2024年 08月17日 |
| 特別総集編2 | SKIPミヤコ市分所にて       | 第1話 - 第15話に登場する怪獣 | 足木淳一郎 | 秦敏樹 | 10月26日        |
| 特別総集編3 | SKIP星元市分所のみなさまへ | 第1話 - 第23話に登場する怪獣 | 足木淳一郎 | 秦敏樹 | 2025年 01月04日 |

## 放送・配信
放送に先駆けるかたちで、ストーリー紹介がメインの特番『ウルトラマンアーク 直前スペシャル』が2024年6月29日にテレビ東京系列にて放送された。

### 日本国内での放送
| 放送期間                                          | 放送時間                     | 放送局           | 対象地域       | 備考   |
| ------------------------------------------------- | ---------------------------- | ---------------- | -------------- | ------ |
| 2024年7月6日 - 2025年1月18日                      | 土曜 9:00 - 9:30             | テレビ東京       | 関東広域圏     | 製作局 |
|                                                   |                              | テレビ北海道     | 北海道         |        |
|                                                   |                              | テレビ愛知       | 愛知県         |        |
|                                                   |                              | テレビ大阪       | 大阪府         |        |
|                                                   |                              | テレビせとうち   | 岡山県・香川県 |        |
|                                                   |                              | TVQ九州放送      | 福岡県         |        |
| 2024年7月14日 - 2025年2月2日                      | 日曜 5:35 - 6:05             | 広島ホームテレビ | 広島県         |        |
| 2024年8月4日 -                                    | 日曜 6:30 - 7:00             | 石川テレビ       | 石川県         |        |
| 2024年8月11日 -                                   | 日曜 5:30 - 6:00             | 静岡第一テレビ   | 静岡県         |        |
| 2024年8月25日 -                                   | 日曜 6:15 - 6:45             | 琉球放送         | 沖縄県         |        |
| 2024年9月3日 -                                    | 火曜 17:00 - 17:30           | テレビ和歌山     | 和歌山県       |        |
| 2024年9月29日 -                                   | 日曜 5:15 - 5:45             | 宮崎放送         | 宮崎県         |        |
| 2024年10月20日 -                                  | 日曜 0:58 - 1:28（土曜深夜） | テレビユー福島   | 福島県         |        |
| テレビ東京系列全6局では字幕放送・解説放送を実施。 |                              |                  |                |        |

### 日本国内での配信
| 配信開始日                                                                                   | 配信時間                   | 配信サイト                                                        |
| -------------------------------------------------------------------------------------------- | -------------------------- | ----------------------------------------------------------------- |
| 2024年7月6日                                                                                 | 土曜 9:30 更新             | TSUBURAYA IMAGINATION ネットもテレ東 YouTube Tver                 |
| 2024年7月8日                                                                                 | 月曜 12:00 更新            | バンダイチャンネル [ 63 ] ビデオマーケット FOD カンテレドーガ     |
| 2024年7月12日                                                                                | 金曜 0:00（木曜深夜） 更新 | Amazon Prime Video [ 64 ] U-NEXT [ 65 ] Hulu [ 66 ] DMM TV [ 67 ] |
| YouTubeにおいて、配信は円谷プロダクションのウルトラマン公式YouTubeチャンネルにて実施される。 |                            |                                                                   |

### 日本国外での放送
時間帯は全て現地時間。

#### 香港
『超人雅古』のタイトルで放送。広東語 & 日本語2か国語放送。
| 放送局 | 放送期間        | 放送時間          | 備考 |
| ------ | --------------- | ----------------- | ---- |
| ViuTV  | 2024年7月13日 - | 土曜 9:30 - 10:00 |      |

#### 台湾
『超人力霸王雅克』のタイトルで放送。台湾語放送。
| 放送局 | 放送期間       | 放送時間           | 備考       |
| ------ | -------------- | ------------------ | ---------- |
| MOMOTV | 2024年7月7日 - | 日曜 17:30 - 18:00 | 再放送あり |

#### タイ
『อุลตร้าแมนอาร์ค』のタイトルで放送。タイ語放送。
| 放送局      | 放送期間        | 放送時間         | 備考 |
| ----------- | --------------- | ---------------- | ---- |
| チャンネル7 | 2024年7月14日 - | 日曜 7:00 - 7:30 |      |

#### インドネシア
『ULTRAMAN ARC』のタイトルで放送。インドネシア語放送 。
| 放送局 | 放送期間                               | 放送時間                              | 備考                       |
| ------ | -------------------------------------- | ------------------------------------- | -------------------------- |
| RTV    | 2024年7月12日 - 8月9日 2024年8月18日 - | 金曜 14:30 - 15:00 日曜 07:30 - 08:00 | 初回のみ金曜 13:30 - 14:00 |

#### マレーシア
『ULTRAMAN ARC』のタイトルで放送。マレー語放送。
| 放送局      | 放送期間       | 放送時間           | 備考       |
| ----------- | -------------- | ------------------ | ---------- |
| Astro Ceria | 2024年7月8日 - | 月曜 16:00 - 16:30 | 再放送あり |

### 日本国外での配信

#### 中国
| 配信サイト                         | 配信開始日   | 備考            |
| ---------------------------------- | ------------ | --------------- |
| Tencent Video Youku iQIYI Bilibili | 2024年7月6日 | 中国語吹替&字幕 |

#### ベトナム
| 配信サイト | 配信開始日   | 備考                |
| ---------- | ------------ | ------------------- |
| FPT Play   | 2024年7月8日 | ベトナム語吹替&字幕 |

## 映画
『ウルトラマンアーク THE MOVIE 超次元大決戦!光と闇のアーク』は、2025年2月21日に劇場公開された長編映画作品。

### 登場人物（映画）
宇宙賢者 ディグル星人サスカル

### 登場怪獣・宇宙人（映画）
鎧甲殻獣 シャゴン

犬狼怪獣 ドグルフ/ムーゴン

宇宙寄生植物 ガチュラ

宇宙獣 ゼロゲロス

邪悪怪人 レポ星人

邪悪怪獣 レポディオス

ギルアーク

### キャスト（映画）
- 飛世ユウマ - 戸塚有輝[72][75]
- 石堂シュウ - 金田昇[72][75]
- 夏目リン - 水谷果穂[72][75]
- 伴ヒロシ - 西興一朗[72][75]
- 武川モトキ - 中山翔貴
- 乾あかり - 田中日奈子
- サスカル - 竹中直人[72][75][73][76]

### 声の出演（映画）
- ユピー - 広瀬裕也[72][75]
- レポ星人 - 水野美紀[77]

### スタッフ（映画）
- 脚本 - 継田淳
- 監督 - 辻󠄀本貴則[72][75]

## 他媒体展開

### Webムービー
ユウマのウルトラマンアークナビ
YouTube『ウルトラマン公式 ULTRAMAN OFFICIAL by TSUBURAYA PROD. 』で配信のミニコーナー。用語解説や予告、登場怪獣の解説を紹介。
| 話数 | 配信日         | サブタイトル                                                     |
| ---- | -------------- | ---------------------------------------------------------------- |
| #1   | 2024年 7月12日 | SKIPが使用する気になるあの装備とは？                             |
| #2   | 7月19日        | リオドの◯◯は…!?                                                  |
| #3   | 7月20日        | 変身アイテムの由来は…？                                          |
| #4   | 7月27日        | ソリスアーマーキューブ&ソリスアーマー！                          |
| #5   | 8月3日         | 伴ヒロシと柴犬…!?                                                |
| #6   | 8月10日        | 石堂シュウと宇宙人の過去とは？                                   |
| #7   | 8月17日        | SKIPフジヤマ市分所とは？                                         |
| #8   | 8月24日        | 新しい力、ルーナアーマー!                                        |
| #9   | 8月31日        | ユウマとシュウの配信は…？                                        |
| #10  | 9月7日         | ユウマの頼れる先輩、夏目リン！                                   |
| #11  | 9月14日        | 様々な必殺技が使えるアークアイソード                             |
| #12  | 9月21日        | 宇宙から来た謎のロボ「ギヴァス」                                 |
| #13  | 9月28日        | 地球人と宇宙人が心を通わせる瞬間を振り返ろう!                    |
| #14  | 10月5日        | いつもありがとうございます! SKIPとも連携して平和を守る地球防衛隊 |
| #15  | 10月12日       | アークが地球にやってきた経緯                                     |
| #16  | 10月19日       | 新アーマー《ギャラクシーアーマー》                               |
| #17  | 10月26日       | AIロボットユピーの仲間たち                                       |
| #18  | 11月2日        | 恐ろしい幻覚を見せるモグージョンの光                             |
| #19  | 11月9日        | アークギャラクサー                                               |
| #20  | 11月16日       | マルチバース                                                     |
| #21  | 11月23日       | アークが手に入れたブレーザーの力                                 |
| #22  | 11月30日       | ユウマが活躍するSKIP                                             |
| #23  | 12月7日        | なんでも望みを叶えてくれる赤い玉をサクッと解説！                 |
| #24  | 12月14日       | ユウマのピンチを救った想像力をサクッと解説！                     |
| #25  | 12月21日       | ビオルノさんについてサクッと解説！                               |
| #26  | 2025年 1月4日  | サンボン島分所の仲間たちをサクッと解説！                         |
| #27  | 1月11日        | オニキスとギャラクシーアーマーキューブの関係をサクッと解説！     |